# 莫里亚克区
莫里亚克区（法語：Arrondissement de Mauriac）是法国康塔尔省所辖的一个区。总面积1278.5平方公里，总人口25531，人口密度20人/平方公里（2018年）。主要城镇为莫里亚克。

## 辖区
莫里亚克区辖有55个市镇。